# Майла (село)
Майла (рос. Майла) — селище Хоринського району, Бурятії Росії. Входить до складу Сільського поселення Хоринське.
Населення — 337 осіб (2015 рік).